# Stary Dwór (Somonino)
Stary Dwór (kaszb. Stôri Dwòr) – część wsi Somonino w Polsce, położona w województwie pomorskim, w powiecie kartuskim, w gminie Somonino, w pobliżu rzeki Raduni. Wchodzi w skład sołectwa Somonino.
W latach 1975–1998 Stary Dwór administracyjnie należał do województwa gdańskiego.